# Wereldkampioenschap voetbal voor clubs 2017
Het veertiende FIFA-wereldkampioenschap voetbal voor clubs (Engels: FIFA Club World Cup) vond plaats van 6 tot en met 16 december 2017 in de Verenigde Arabische Emiraten. Aan het kampioenschap, dat door de FIFA werd georganiseerd, namen zeven clubs deel: de winnaars van zes continentale bekertoernooien en de landskampioen van het organiserende land. De titelhouder was het Spaanse Real Madrid, ze wonnen het toernooi in 2016 voor de tweede maal door in de finale Kashima Antlers met 4–2 na de verlenging te verslaan. Dit kampioenschap wisten ze ook te winnen door in de finale Grêmio met 1–0 te verslaan.

## Stadions
| Abu Dhabi          | Al Ain                  |
| ------------------ | ----------------------- |
| Sjeik Zayidstadion | Hazza Bin Zayed Stadion |
| Capaciteit: 43.000 | Capaciteit: 22.717      |
|                    |                         |

## Deelnemers
| Team               | Confederatie | Kampioenschap                             | begint in:   | Aantal deelnames                                            |
| ------------------ | ------------ | ----------------------------------------- | ------------ | ----------------------------------------------------------- |
| Al-Jazira          | AFC          | Kampioen Liga 2016/17 (gastland)          | Play-off     | 1e                                                          |
| Auckland City      | OFC          | Winnaar OFC Champions League 2017         | Play-off     | 9e (vorige: 2006, 2009, 2011, 2012, 2013, 2014, 2015, 2016) |
| Wydad Casablanca   | CAF          | Winnaar CAF Champions League 2017         | Kwartfinale  | 1e                                                          |
| CF Pachuca         | CONCACAF     | Winnaar CONCACAF Champions League 2016/17 | Kwartfinale  | 4e (vorige: 2007, 2008, 2015)                               |
| Urawa Red Diamonds | AFC          | Winnaar AFC Champions League 2017         | Kwartfinale  | 2e (vorige: 2007)                                           |
| Grêmio             | CONMEBOL     | Winnaar Copa Libertadores 2017            | Halve finale | 1e                                                          |
| Real Madrid        | UEFA         | Winnaar UEFA Champions League 2016/17     | Halve finale | 4e (vorige: 2000, 2001, 2014, 2016)                         |

## Scheidsrechters
De FIFA had zes scheidsrechters, twaalf assistent-scheidsrechters en acht video-assistenten aangesteld voor dit toernooi.
| Continentale bond | Scheidsrechter  | Assistenten                              | Video-assistent                               |
| ----------------- | --------------- | ---------------------------------------- | --------------------------------------------- |
| AFC               | Ravshan Irmatov | Abdukhamidullo Rasulov Jakhongir Saidov  | Abdulrahman Al-Jassim                         |
| CAF               | Malang Diedhiou | Djibril Camara El Hadji Malick Samba     |                                               |
| CONCACAF          | César Ramos     | Marvin Torrentera Miguel Ángel Hernández | Mark Geiger                                   |
| CONMEBOL          | Sandro Ricci    | Emerson de Carvalho Marcelo van Gasse    | Mauro Vigliano Wilton Sampaio Andrés Cunha    |
| OFC               | Matthew Conger  | Simon Lount Tevita Makasini              |                                               |
| UEFA              | Felix Brych     | Mark Borsch Stefan Lupp                  | Felix Zwayer Clément Turpin Artur Soares Dias |

## Speelschema
|  | Play-off             | Play-off             |                         |                         | Kwartfinale            | Kwartfinale            |              |              | Halve finale | Halve finale |  |  | Finale     | Finale |
|  | 6 december - Al Ain  |                      |                         |                         |                        |                        |              |              |              |              |  |  |            |        |
|  | Al-Jazira            | 1                    |                         |                         | 9 december - Abu Dhabi | 9 december - Abu Dhabi |              |              |              |              |  |  |            |        |
|  | Al-Jazira            | 1                    |                         |                         | 9 december - Abu Dhabi | 9 december - Abu Dhabi |              |              |              |              |  |  |            |        |
|  | Auckland City        | 0                    |                         |                         | Al-Jazira              | 1                      |              |              |              |              |  |  |            |        |
|  | Auckland City        | 0                    | 13 december - Abu Dhabi |                         | Al-Jazira              | 1                      |              |              |              |              |  |  |            |        |
|  |                      |                      |                         |                         | Urawa Red Diamonds     | 0                      |              |              |              |              |  |  |            |        |
|  | Al-Jazira            | 1                    |                         |                         | Urawa Red Diamonds     | 0                      |              |              |              |              |  |  |            |        |
|  | Al-Jazira            | 1                    |                         |                         |                        |                        |              |              |              |              |  |  |            |        |
|  |                      |                      | Real Madrid             | 2                       |                        |                        |              |              |              |              |  |  |            |        |
|  |                      |                      | Real Madrid             | 2                       |                        |                        |              |              |              |              |  |  |            |        |
|  |                      |                      | 16 december - Abu Dhabi |                         |                        |                        |              |              |              |              |  |  |            |        |
|  |                      |                      |                         |                         |                        |                        |              |              |              |              |  |  |            |        |
|  | Real Madrid          | 1                    |                         |                         |                        |                        |              |              |              |              |  |  |            |        |
|  | Real Madrid          | 1                    | 9 december - Abu Dhabi  |                         |                        |                        |              |              |              |              |  |  |            |        |
|  |                      | Grêmio               | 0                       |                         |                        |                        |              |              |              |              |  |  |            |        |
|  |                      |                      | 0                       | CF Pachuca (w.n.v.)     | 1                      |                        |              |              |              |              |  |  |            |        |
|  | 12 december - Al Ain |                      |                         | CF Pachuca (w.n.v.)     | 1                      |                        |              |              |              |              |  |  |            |        |
|  |                      | Wydad Casablanca     | 0                       |                         |                        |                        |              |              |              |              |  |  |            |        |
|  | Grêmio (w.n.v.)      | Wydad Casablanca     | 0                       | 1                       |                        |                        |              |              |              |              |  |  |            |        |
|  | Grêmio (w.n.v.)      | Vijfde plaats        | Vijfde plaats           | 1                       |                        |                        | Derde plaats | Derde plaats |              |              |  |  |            |        |
|  |                      | Vijfde plaats        | Vijfde plaats           |                         | CF Pachuca             | 0                      | Derde plaats | Derde plaats |              |              |  |  |            |        |
|  | 12 december - Al Ain | 12 december - Al Ain | 16 december - Abu Dhabi | 16 december - Abu Dhabi | CF Pachuca             | 0                      |              |              |              |              |  |  |            |        |
|  | 12 december - Al Ain | 12 december - Al Ain | 16 december - Abu Dhabi | 16 december - Abu Dhabi |                        |                        |              |              |              |              |  |  |            |        |
|  | Wydad Casablanca     | 2                    | Al-Jazira               | 1                       |                        |                        |              |              |              |              |  |  |            |        |
|  | Wydad Casablanca     | 2                    | Al-Jazira               | 1                       |                        |                        |              |              |              |              |  |  |            |        |
|  | Urawa Red Diamonds   | 3                    |                         |                         |                        |                        |              |              |              |              |  |  | CF Pachuca | 4      |

## Wedstrijden

### Play-off
|                                             |               |               |               | |
| 6 december 2017 21:00 (UTC+4) 18:00 (UTC+1) | Al-Jazira     | 1 – 0 (1 – 0) | Auckland City | Stadion: Hazza Bin Zayed Stadion, Al Ain Toeschouwers: 4.246 Scheidsrechter: Malang Diedhiou Assistenten: Djibril Camara Assistenten: El Hadji Malick Samba Vierde official: Sandro Ricci Vijfde official: Marcelo van Gasse Video-assistenten: Clément Turpin (VAR 1) Video-assistenten: Emerson de Carvalho (VAR 2) AVAR: Mark Geiger |
| 6 december 2017 21:00 (UTC+4) 18:00 (UTC+1) | Romarinho 38' | Verslag       |               | Stadion: Hazza Bin Zayed Stadion, Al Ain Toeschouwers: 4.246 Scheidsrechter: Malang Diedhiou Assistenten: Djibril Camara Assistenten: El Hadji Malick Samba Vierde official: Sandro Ricci Vijfde official: Marcelo van Gasse Video-assistenten: Clément Turpin (VAR 1) Video-assistenten: Emerson de Carvalho (VAR 2) AVAR: Mark Geiger |
| 6 december 2017 21:00 (UTC+4) 18:00 (UTC+1) |               |               |               | Stadion: Hazza Bin Zayed Stadion, Al Ain Toeschouwers: 4.246 Scheidsrechter: Malang Diedhiou Assistenten: Djibril Camara Assistenten: El Hadji Malick Samba Vierde official: Sandro Ricci Vijfde official: Marcelo van Gasse Video-assistenten: Clément Turpin (VAR 1) Video-assistenten: Emerson de Carvalho (VAR 2) AVAR: Mark Geiger |
| 6 december 2017 21:00 (UTC+4) 18:00 (UTC+1) |               |               |               | Stadion: Hazza Bin Zayed Stadion, Al Ain Toeschouwers: 4.246 Scheidsrechter: Malang Diedhiou Assistenten: Djibril Camara Assistenten: El Hadji Malick Samba Vierde official: Sandro Ricci Vijfde official: Marcelo van Gasse Video-assistenten: Clément Turpin (VAR 1) Video-assistenten: Emerson de Carvalho (VAR 2) AVAR: Mark Geiger |
|                                             |               |               |               | |

### Kwartfinales
|                                             |                           |                           |                   | |
| 9 december 2017 17:00 (UTC+4) 14:00 (UTC+1) | CF Pachuca                | 1 – 0 (0 – 0, 0 – 0) n.v. | Wydad Casablanca  | Stadion: Sjeik Zayidstadion, Abu Dhabi Toeschouwers: 12.488 Scheidsrechter: Ravshan Irmatov Assistenten: Abdukhamidullo Rasulov Assistenten: Jakhongir Saidov Vierde official: Matthew Conger Vijfde official: Tevita Makasini Video-assistenten: Mark Geiger (VAR 1) Video-assistenten: Simon Lount (VAR 2) AVAR: Felix Zwayer |
| 9 december 2017 17:00 (UTC+4) 14:00 (UTC+1) | Guzmán 111' Urretaviscaya | Verslag                   | 45+2', 69' Nakach | Stadion: Sjeik Zayidstadion, Abu Dhabi Toeschouwers: 12.488 Scheidsrechter: Ravshan Irmatov Assistenten: Abdukhamidullo Rasulov Assistenten: Jakhongir Saidov Vierde official: Matthew Conger Vijfde official: Tevita Makasini Video-assistenten: Mark Geiger (VAR 1) Video-assistenten: Simon Lount (VAR 2) AVAR: Felix Zwayer |
| 9 december 2017 17:00 (UTC+4) 14:00 (UTC+1) |                           |                           |                   | Stadion: Sjeik Zayidstadion, Abu Dhabi Toeschouwers: 12.488 Scheidsrechter: Ravshan Irmatov Assistenten: Abdukhamidullo Rasulov Assistenten: Jakhongir Saidov Vierde official: Matthew Conger Vijfde official: Tevita Makasini Video-assistenten: Mark Geiger (VAR 1) Video-assistenten: Simon Lount (VAR 2) AVAR: Felix Zwayer |
| 9 december 2017 17:00 (UTC+4) 14:00 (UTC+1) |                           |                           |                   | Stadion: Sjeik Zayidstadion, Abu Dhabi Toeschouwers: 12.488 Scheidsrechter: Ravshan Irmatov Assistenten: Abdukhamidullo Rasulov Assistenten: Jakhongir Saidov Vierde official: Matthew Conger Vijfde official: Tevita Makasini Video-assistenten: Mark Geiger (VAR 1) Video-assistenten: Simon Lount (VAR 2) AVAR: Felix Zwayer |
|                                             |                           |                           |                   | |

|                                             |                        |               |                    | |
| 9 december 2017 20:30 (UTC+4) 17:30 (UTC+1) | Al-Jazira              | 1 – 0 (0 – 0) | Urawa Red Diamonds | Stadion: Sjeik Zayidstadion, Abu Dhabi Toeschouwers: 15.593 Scheidsrechter: César Ramos Assistenten: Marvin Torrentera Assistenten: Miguel Ángel Hernández Vierde official: Felix Brych Vijfde official: Stefan Lupp Video-assistenten: Mauro Vigliano (VAR 1) Video-assistenten: Mark Borsch (VAR 2) AVAR: Andrés Cunha |
| 9 december 2017 20:30 (UTC+4) 17:30 (UTC+1) | Mabkhout 51' Romarinho | Verslag       |                    | Stadion: Sjeik Zayidstadion, Abu Dhabi Toeschouwers: 15.593 Scheidsrechter: César Ramos Assistenten: Marvin Torrentera Assistenten: Miguel Ángel Hernández Vierde official: Felix Brych Vijfde official: Stefan Lupp Video-assistenten: Mauro Vigliano (VAR 1) Video-assistenten: Mark Borsch (VAR 2) AVAR: Andrés Cunha |
| 9 december 2017 20:30 (UTC+4) 17:30 (UTC+1) |                        |               |                    | Stadion: Sjeik Zayidstadion, Abu Dhabi Toeschouwers: 15.593 Scheidsrechter: César Ramos Assistenten: Marvin Torrentera Assistenten: Miguel Ángel Hernández Vierde official: Felix Brych Vijfde official: Stefan Lupp Video-assistenten: Mauro Vigliano (VAR 1) Video-assistenten: Mark Borsch (VAR 2) AVAR: Andrés Cunha |
| 9 december 2017 20:30 (UTC+4) 17:30 (UTC+1) |                        |               |                    | Stadion: Sjeik Zayidstadion, Abu Dhabi Toeschouwers: 15.593 Scheidsrechter: César Ramos Assistenten: Marvin Torrentera Assistenten: Miguel Ángel Hernández Vierde official: Felix Brych Vijfde official: Stefan Lupp Video-assistenten: Mauro Vigliano (VAR 1) Video-assistenten: Mark Borsch (VAR 2) AVAR: Andrés Cunha |
|                                             |                        |               |                    | |

### Wedstrijd voor vijfde plaats
|                                              |                                 |               |                                           | |
| 12 december 2017 18:00 (UTC+4) 15:00 (UTC+1) | Wydad Casablanca                | 2 – 3 (1 – 2) | Urawa Red Diamonds                        | Stadion: Hazza Bin Zayed Stadion, Al Ain Toeschouwers: 4.281 Scheidsrechter: Matthew Conger Assistenten: Simon Lount Assistenten: Tevita Makasini Vierde official: Ravshan Irmatov Vijfde official: Abdukhamidullo Rasulov Video-assistenten: Artur Soares Dias (VAR 1) Video-assistenten: Jakhongir Saidov (VAR 2) AVAR: Abdulrahman Al-Jassim |
| 12 december 2017 18:00 (UTC+4) 15:00 (UTC+1) | Haddad 20' Hajhouj 90+3' (pen.) | Verslag       | 17', 59' Antônio Aoki 25' Kashiwagi Silva | Stadion: Hazza Bin Zayed Stadion, Al Ain Toeschouwers: 4.281 Scheidsrechter: Matthew Conger Assistenten: Simon Lount Assistenten: Tevita Makasini Vierde official: Ravshan Irmatov Vijfde official: Abdukhamidullo Rasulov Video-assistenten: Artur Soares Dias (VAR 1) Video-assistenten: Jakhongir Saidov (VAR 2) AVAR: Abdulrahman Al-Jassim |
| 12 december 2017 18:00 (UTC+4) 15:00 (UTC+1) |                                 |               |                                           | Stadion: Hazza Bin Zayed Stadion, Al Ain Toeschouwers: 4.281 Scheidsrechter: Matthew Conger Assistenten: Simon Lount Assistenten: Tevita Makasini Vierde official: Ravshan Irmatov Vijfde official: Abdukhamidullo Rasulov Video-assistenten: Artur Soares Dias (VAR 1) Video-assistenten: Jakhongir Saidov (VAR 2) AVAR: Abdulrahman Al-Jassim |
| 12 december 2017 18:00 (UTC+4) 15:00 (UTC+1) |                                 |               |                                           | Stadion: Hazza Bin Zayed Stadion, Al Ain Toeschouwers: 4.281 Scheidsrechter: Matthew Conger Assistenten: Simon Lount Assistenten: Tevita Makasini Vierde official: Ravshan Irmatov Vijfde official: Abdukhamidullo Rasulov Video-assistenten: Artur Soares Dias (VAR 1) Video-assistenten: Jakhongir Saidov (VAR 2) AVAR: Abdulrahman Al-Jassim |
|                                              |                                 |               |                                           | |

### Halve finales
|                                              |             |                           |                  | |
| 12 december 2017 21:00 (UTC+4) 18:00 (UTC+1) | Grêmio      | 1 – 0 (0 – 0, 0 – 0) n.v. | CF Pachuca       | Stadion: Hazza Bin Zayed Stadion, Al Ain Toeschouwers: 6.428 Scheidsrechter: Felix Brych Assistenten: Mark Borsch Assistenten: Stefan Lupp Vierde official: Malang Diedhiou Vijfde official: El Hadji Malick Samba Video-assistenten: Felix Zwayer (VAR 1) Video-assistenten: Djibril Camara (VAR 2) AVAR: Clément Turpin |
| 12 december 2017 21:00 (UTC+4) 18:00 (UTC+1) | Éverton 95' | Verslag                   | 34', 110' Guzmán | Stadion: Hazza Bin Zayed Stadion, Al Ain Toeschouwers: 6.428 Scheidsrechter: Felix Brych Assistenten: Mark Borsch Assistenten: Stefan Lupp Vierde official: Malang Diedhiou Vijfde official: El Hadji Malick Samba Video-assistenten: Felix Zwayer (VAR 1) Video-assistenten: Djibril Camara (VAR 2) AVAR: Clément Turpin |
| 12 december 2017 21:00 (UTC+4) 18:00 (UTC+1) |             |                           |                  | Stadion: Hazza Bin Zayed Stadion, Al Ain Toeschouwers: 6.428 Scheidsrechter: Felix Brych Assistenten: Mark Borsch Assistenten: Stefan Lupp Vierde official: Malang Diedhiou Vijfde official: El Hadji Malick Samba Video-assistenten: Felix Zwayer (VAR 1) Video-assistenten: Djibril Camara (VAR 2) AVAR: Clément Turpin |
| 12 december 2017 21:00 (UTC+4) 18:00 (UTC+1) |             |                           |                  | Stadion: Hazza Bin Zayed Stadion, Al Ain Toeschouwers: 6.428 Scheidsrechter: Felix Brych Assistenten: Mark Borsch Assistenten: Stefan Lupp Vierde official: Malang Diedhiou Vijfde official: El Hadji Malick Samba Video-assistenten: Felix Zwayer (VAR 1) Video-assistenten: Djibril Camara (VAR 2) AVAR: Clément Turpin |
|                                              |             |                           |                  | |

|                                              |                         |               |                                     | |
| 13 december 2017 21:00 (UTC+4) 18:00 (UTC+1) | Al-Jazira               | 1 – 2 (1 – 0) | Real Madrid                         | Stadion: Sjeik Zayidstadion, Abu Dhabi Toeschouwers: 36.650 Scheidsrechter: Sandro Ricci Assistenten: Emerson de Carvalho Assistenten: Marcelo van Gasse Vierde official: Andrés Cunha Vijfde official: Miguel Ángel Hernández Video-assistenten: Artur Soares Dias (VAR 1) Video-assistenten: Marvin Torrentera (VAR 2) AVAR: Wilton Sampaio |
| 13 december 2017 21:00 (UTC+4) 18:00 (UTC+1) | Romarinho 41' Boussoufa | Verslag       | 53' Ronaldo Modrić 81' Bale Vázquez | Stadion: Sjeik Zayidstadion, Abu Dhabi Toeschouwers: 36.650 Scheidsrechter: Sandro Ricci Assistenten: Emerson de Carvalho Assistenten: Marcelo van Gasse Vierde official: Andrés Cunha Vijfde official: Miguel Ángel Hernández Video-assistenten: Artur Soares Dias (VAR 1) Video-assistenten: Marvin Torrentera (VAR 2) AVAR: Wilton Sampaio |
| 13 december 2017 21:00 (UTC+4) 18:00 (UTC+1) |                         |               |                                     | Stadion: Sjeik Zayidstadion, Abu Dhabi Toeschouwers: 36.650 Scheidsrechter: Sandro Ricci Assistenten: Emerson de Carvalho Assistenten: Marcelo van Gasse Vierde official: Andrés Cunha Vijfde official: Miguel Ángel Hernández Video-assistenten: Artur Soares Dias (VAR 1) Video-assistenten: Marvin Torrentera (VAR 2) AVAR: Wilton Sampaio |
| 13 december 2017 21:00 (UTC+4) 18:00 (UTC+1) |                         |               |                                     | Stadion: Sjeik Zayidstadion, Abu Dhabi Toeschouwers: 36.650 Scheidsrechter: Sandro Ricci Assistenten: Emerson de Carvalho Assistenten: Marcelo van Gasse Vierde official: Andrés Cunha Vijfde official: Miguel Ángel Hernández Video-assistenten: Artur Soares Dias (VAR 1) Video-assistenten: Marvin Torrentera (VAR 2) AVAR: Wilton Sampaio |
|                                              |                         |               |                                     | |

### Wedstrijd voor derde plaats
|                                              |             |               |                                                                               | |
| 16 december 2017 18:00 (UTC+4) 15:00 (UTC+1) | Al-Jazira   | 1 – 4 (0 – 1) | CF Pachuca                                                                    | Stadion: Sjeik Zayidstadion, Abu Dhabi Toeschouwers: 11.785 Scheidsrechter: Malang Diedhiou Assistenten: Djibril Camara Assistenten: El Hadji Malick Samba Vierde official: Matthew Conger Vijfde official: Tevita Makasini Video-assistenten: Clément Turpin (VAR 1) Video-assistenten: Simon Lount (VAR 2) AVAR: Artur Soares Dias |
| 16 december 2017 18:00 (UTC+4) 15:00 (UTC+1) | Mubarak 57' | Verslag       | 37' Urretaviscaya Jara 60' Jara Sagal 79' De la Rosa Sanchez 84' (pen.) Sagal | Stadion: Sjeik Zayidstadion, Abu Dhabi Toeschouwers: 11.785 Scheidsrechter: Malang Diedhiou Assistenten: Djibril Camara Assistenten: El Hadji Malick Samba Vierde official: Matthew Conger Vijfde official: Tevita Makasini Video-assistenten: Clément Turpin (VAR 1) Video-assistenten: Simon Lount (VAR 2) AVAR: Artur Soares Dias |
| 16 december 2017 18:00 (UTC+4) 15:00 (UTC+1) |             |               |                                                                               | Stadion: Sjeik Zayidstadion, Abu Dhabi Toeschouwers: 11.785 Scheidsrechter: Malang Diedhiou Assistenten: Djibril Camara Assistenten: El Hadji Malick Samba Vierde official: Matthew Conger Vijfde official: Tevita Makasini Video-assistenten: Clément Turpin (VAR 1) Video-assistenten: Simon Lount (VAR 2) AVAR: Artur Soares Dias |
| 16 december 2017 18:00 (UTC+4) 15:00 (UTC+1) |             |               |                                                                               | Stadion: Sjeik Zayidstadion, Abu Dhabi Toeschouwers: 11.785 Scheidsrechter: Malang Diedhiou Assistenten: Djibril Camara Assistenten: El Hadji Malick Samba Vierde official: Matthew Conger Vijfde official: Tevita Makasini Video-assistenten: Clément Turpin (VAR 1) Video-assistenten: Simon Lount (VAR 2) AVAR: Artur Soares Dias |
|                                              |             |               |                                                                               | |

### Finale
|                                              |                          |               |        | |
| 16 december 2017 21:00 (UTC+4) 18:00 (UTC+1) | Real Madrid              | 1 – 0 (0 – 0) | Grêmio | Stadion: Sjeik Zayidstadion, Abu Dhabi Toeschouwers: 41.094 Scheidsrechter: César Ramos Assistenten: Marvin Torrentera Assistenten: Miguel Ángel Hernández Vierde official: Ravshan Irmatov Vijfde official: Abdukhamidullo Rasulov Video-assistenten: Mark Geiger (VAR 1) Video-assistenten: Jakhongir Saidov (VAR 2) AVAR: Felix Zwayer |
| 16 december 2017 21:00 (UTC+4) 18:00 (UTC+1) | Ronaldo 53', 59' Benzema | Verslag       |        | Stadion: Sjeik Zayidstadion, Abu Dhabi Toeschouwers: 41.094 Scheidsrechter: César Ramos Assistenten: Marvin Torrentera Assistenten: Miguel Ángel Hernández Vierde official: Ravshan Irmatov Vijfde official: Abdukhamidullo Rasulov Video-assistenten: Mark Geiger (VAR 1) Video-assistenten: Jakhongir Saidov (VAR 2) AVAR: Felix Zwayer |
| 16 december 2017 21:00 (UTC+4) 18:00 (UTC+1) |                          |               |        | Stadion: Sjeik Zayidstadion, Abu Dhabi Toeschouwers: 41.094 Scheidsrechter: César Ramos Assistenten: Marvin Torrentera Assistenten: Miguel Ángel Hernández Vierde official: Ravshan Irmatov Vijfde official: Abdukhamidullo Rasulov Video-assistenten: Mark Geiger (VAR 1) Video-assistenten: Jakhongir Saidov (VAR 2) AVAR: Felix Zwayer |
| 16 december 2017 21:00 (UTC+4) 18:00 (UTC+1) |                          |               |        | Stadion: Sjeik Zayidstadion, Abu Dhabi Toeschouwers: 41.094 Scheidsrechter: César Ramos Assistenten: Marvin Torrentera Assistenten: Miguel Ángel Hernández Vierde official: Ravshan Irmatov Vijfde official: Abdukhamidullo Rasulov Video-assistenten: Mark Geiger (VAR 1) Video-assistenten: Jakhongir Saidov (VAR 2) AVAR: Felix Zwayer |
|                                              |                          |               |        | |

| Real Madrid | Grêmio |

|                 |    |                   |     |
|                 |    |                   |     |
| DM              | 01 | Keylor Navas      |     |
| RV              | 02 | Daniel Carvajal   |     |
| CV              | 05 | Raphaël Varane    |     |
| CV              | 04 | Sergio Ramos      |     |
| LV              | 12 | Marcelo           |     |
| RM              | 10 | Luka Modrić       |     |
| CM              | 14 | Casemiro          | 27' |
| LM              | 08 | Toni Kroos        |     |
| RB              | 22 | Isco              | 73' |
| SP              | 09 | Karim Benzema     | 79' |
| LB              | 07 | Cristiano Ronaldo |     |
| Wisselspelers:  |    |                   |     |
| DM              | 13 | Kiko Casilla      |     |
| DM              | 35 | Moha Ramos        |     |
| VD              | 03 | Jesús Vallejo     |     |
| VD              | 06 | Nacho             |     |
| VD              | 15 | Theo Hernández    |     |
| VD              | 19 | Achraf Hakimi     |     |
| MV              | 18 | Marcos Llorente   |     |
| MV              | 20 | Marco Asensio     |     |
| MV              | 23 | Mateo Kovačić     |     |
| MV              | 24 | Dani Ceballos     |     |
| AV              | 11 | Gareth Bale       | 79' |
| AV              | 17 | Lucas Vázquez     | 73' |
| AV              | 21 | Borja Mayoral     |     |
| Coach:          |    |                   |     |
| Zinédine Zidane |    |                   |     |

| DM                | 01 | Marcelo Grohe    |     |
| RV                | 02 | Edílson          |     |
| CV                | 03 | Pedro Geromel    |     |
| CV                | 04 | Walter Kannemann |     |
| LV                | 12 | Bruno Cortez     |     |
| CM                | 05 | Michel           | 84' |
| CM                | 25 | Jailson          |     |
| RB                | 17 | Ramiro           | 71' |
| AM                | 07 | Luan             |     |
| LB                | 21 | Fernandinho      |     |
| SP                | 18 | Lucas Barrios    | 63' |
| Wisselspelers:    |    |                  |     |
| DM                | 30 | Bruno Grassi     |     |
| DM                | 48 | Paulo Victor     |     |
| VD                | 06 | Leonardo Gomes   |     |
| VD                | 14 | Bruno Rodrigo    |     |
| VD                | 15 | Rafael Thyere    |     |
| VD                | 22 | Bressan          |     |
| VD                | 26 | Marcelo Oliveira |     |
| VD                | 88 | Léo Moura        |     |
| MV                | 08 | Maicon           | 84' |
| MV                | 28 | Kaio             |     |
| AV                | 09 | Jael             | 63' |
| AV                | 11 | Éverton          | 71' |
| Coach:            |    |                  |     |
| Renato Portaluppi |    |                  |     |

| Winnaar WK voetbal voor clubs 2017            |
| --------------------------------------------- |
| Real Madrid 3e titel (6e keer wereldkampioen) |

## Individuele prijzen
| Prijs                  | Speler                 | Club        |
| ---------------------- | ---------------------- | ----------- |
| Gouden Bal             | Luka Modrić            | Real Madrid |
| Zilveren Bal           | Cristiano Ronaldo      | Real Madrid |
| Bronzen Bal            | Jonathan Urretaviscaya | CF Pachuca  |
| Fair-Play Award (club) | Real Madrid            | Real Madrid |

## Statistieken
Topscorers
| Pos. | Speler                 | Club               |   | Gescoord met penalty |
| ---- | ---------------------- | ------------------ | - | -------------------- |
| 1.   | Maurício Antônio       | Urawa Red Diamonds | 2 | 0                    |
| 1.   | Romarinho              | Al-Jazira          | 2 | 0                    |
| 1.   | Cristiano Ronaldo      | Real Madrid        | 2 | 0                    |
| 4.   | Gareth Bale            | Real Madrid        | 1 | 0                    |
| 4.   | Roberto de la Rosa     | CF Pachuca         | 1 | 0                    |
| 4.   | Éverton                | Grêmio             | 1 | 0                    |
| 4.   | Víctor Guzmán          | CF Pachuca         | 1 | 0                    |
| 4.   | Ismail Haddad          | Wydad Casablanca   | 1 | 0                    |
| 4.   | Reda Hajhouj           | Wydad Casablanca   | 1 | 1                    |
| 4.   | Franco Jara            | CF Pachuca         | 1 | 0                    |
| 4.   | Yōsuke Kashiwagi       | Urawa Red Diamonds | 1 | 0                    |
| 4.   | Ali Mabkhout           | Al-Jazira          | 1 | 0                    |
| 4.   | Khalfan Mubarak        | Al-Jazira          | 1 | 0                    |
| 4.   | Ángelo Sagal           | CF Pachuca         | 1 | 1                    |
| 4.   | Jonathan Urretaviscaya | CF Pachuca         | 1 | 0                    |

Assists
| Pos. | Speler                 | Club               | Assist |
| ---- | ---------------------- | ------------------ | ------ |
| 1.   | Mbark Boussoufa        | Al-Jazira          | 1      |
| 1.   | Romarinho              | Al-Jazira          | 1      |
| 1.   | Franco Jara            | CF Pachuca         | 1      |
| 1.   | Ángelo Sagal           | CF Pachuca         | 1      |
| 1.   | Erick Sanchez          | CF Pachuca         | 1      |
| 1.   | Jonathan Urretaviscaya | CF Pachuca         | 1      |
| 1.   | Luka Modrić            | Real Madrid        | 1      |
| 1.   | Lucas Vázquez          | Real Madrid        | 1      |
| 1.   | Takuya Aoki            | Urawa Red Diamonds | 1      |
| 1.   | Rafael Silva           | Urawa Red Diamonds | 1      |

Kaartenoverzicht (clubs)
| Club               | Gele kaart | Twee gele kaarten in 1 wedstrijd aan dezelfde speler | Rode kaart | Totaal |
| ------------------ | ---------- | ---------------------------------------------------- | ---------- | ------ |
| Al-Jazira          | 10         |                                                      |            | 10     |
| Auckland City      | 1          |                                                      |            | 1      |
| Grêmio             | 3          |                                                      |            | 3      |
| CF Pachuca         | 5          | 1                                                    |            | 7      |
| Real Madrid        | 1          |                                                      |            | 1      |
| Urawa Red Diamonds | 3          |                                                      |            | 3      |
| Wydad Casablanca   | 6          | 1                                                    |            | 8      |

Kaartenoverzicht (scheidsrechters)
| Naam            | Wedstrijden | Gele kaart | Twee gele kaarten in 1 wedstrijd aan dezelfde speler | Rode kaart | Totaal | Gem  | Continentale bond |
| --------------- | ----------- | ---------- | ---------------------------------------------------- | ---------- | ------ | ---- | ----------------- |
| Felix Brych     | 1           | 5          | 1                                                    | 0          | 7      | 7    | UEFA              |
| Matthew Conger  | 1           | 3          | 0                                                    | 0          | 3      | 3    | OFC               |
| Malang Diedhiou | 2           | 9          | 0                                                    | 0          | 9      | 4.5  | CAF               |
| Ravshan Irmatov | 1           | 6          | 1                                                    | 0          | 8      | 8    | AFC               |
| César Ramos     | 2           | 5          | 0                                                    | 0          | 5      | 2.5  | CONCACAF          |
| Sandro Ricci    | 1           | 1          | 0                                                    | 0          | 1      | 1    | CONMEBOL          |
| Totaal          | 8           | 29         | 2                                                    | 0          | 33     | 4.13 |                   |

## Eindrangschikking

### Eindstand
| Plaats | Club               | Confederatie | gs | w | g | v | dv | dt | ds |
| ------ | ------------------ | ------------ | -- | - | - | - | -- | -- | -- |
| Goud   | Real Madrid        | UEFA         | 2  | 2 | 0 | 0 | 3  | 1  | +2 |
| Zilver | Grêmio             | CONMEBOL     | 2  | 1 | 0 | 1 | 1  | 1  | 0  |
| Brons  | CF Pachuca         | CONCACAF     | 3  | 2 | 0 | 1 | 5  | 2  | +3 |
| 4.     | Al-Jazira          | AFC          | 4  | 2 | 0 | 2 | 4  | 6  | -2 |
| 5.     | Urawa Red Diamonds | AFC          | 2  | 1 | 0 | 1 | 3  | 3  | 0  |
| 6.     | Wydad Casablanca   | CAF          | 2  | 0 | 0 | 2 | 2  | 4  | -2 |
| 7.     | Auckland City      | OFC          | 1  | 0 | 0 | 1 | 0  | 1  | -1 |

2000 · 2001 · 2005 · 2006 · 2007 · 2008 · 2009 · 2010 · 2011 · 2012 · 2013 · 2014 · 2015 · 2016 · 2017 · 2018 ·  2019 · 2020 · 2021 · 2022 · 2023 · 2025 · 2029